# Shahinajon Yigitalieva
Shahinajon Yigitalieva (19 de octubre de 2008) es una deportista uzbeka que compite en atletismo adaptado. Ganó una medalla de plata en los Juegos Paralímpicos de París 2024, en la prueba de lanzamiento de jabalina (clase F46).

## Palmarés internacional
| Juegos Paralímpicos | Juegos Paralímpicos | Juegos Paralímpicos | Juegos Paralímpicos |
| Año                 | Lugar               | Medalla             | Prueba              |
| ------------------- | ------------------- | ------------------- | ------------------- |
| 2024                | París (Francia)     | Medalla de plata    | Jabalina F46        |